# د اروکلیپس
د اروکلیپس (به انگلیسی: The Arockalypse) سومین آلبوم استودیویی از گروه موسیقی هوی متال اهل فنلاند لردی است. ترانه برتر «هارد راک هله‌لویا» به‌عنوان نخستین تک‌آهنگ آلبوم در ۲۲ فوریه ۲۰۰۶ منتشر شد. این ترانه در مسابقه آواز یوروویژن ۲۰۰۶ فنلاند به‌عنوان ترانه برتر شناخته شد. آلبوم گواهی سه پلاتین در فنلاند و یک گواهی طلا در سوئ دریافت کرده‌است.